# Zichovec
Obec Zichovec (dříve též Zichoves, Žichoves, Žichovec) se nachází v okrese Kladno, kraj Středočeský. Rozkládá se asi 21 kilometrů severozápadně od Kladna a 14 kilometrů západně od města Slaný. Žije zde 200 obyvatel.

## Historie
První písemná zmínka o obci pochází z roku 1407 a její vznik lze předpokládat v souvislosti s potřebami Žerotínů sídlících v té době na nedalekém hradu Žerotín. Nedaleko obce ještě v 17. století stával naposledy v roce 1673 uváděný poplužní dvůr statku žerotínského, Pochválovec čili Pochválov, který už připomíná jen místní název V Pochvalově a náhodné nálezy základů někdejšího dvora. Kaplička je z roku 1895. Až do roku 1949 obec náležela správně i soudně k Lounsku.
Dne 29. září 2012 zde proběhlo slavnostní otevření zichoveckého pivovaru. Dělá se tu několik druhů piv. Také se tu nově vybudovala tělocvična, která bude sloužit také jako společenský sál, kaplička, penzion, nové byty a nový obecní úřad. Ke dni 1. 3. 2015 zde žilo 128 obyvatel.

### Územněsprávní začlenění
Dějiny územněsprávního začleňování zahrnují období od roku 1850 do současnosti. V chronologickém přehledu je uvedena územně administrativní příslušnost obce v roce, kdy ke změně došlo:
- 1850 země česká, kraj Praha, politický okres Rakovník, soudní okres Louny[6]
- 1855 země česká, kraj Žatec, soudní okres Louny[6]
- 1868 země česká, politický i soudní okres Louny[6]
- 1939 země česká, Oberlandrat Kladno, politický i soudní okres Louny[7]
- 1942 země česká, Oberlandrat Praha, politický i soudní okres Louny[8]
- 1945 země česká, správní i soudní okres Louny[9]
- 1949 Pražský kraj, okres Slaný[10]
- 1960 Středočeský kraj, okres Kladno[11]

## Doprava
- Pozemní komunikace – Do obce vede silnice III. třídy. Ve vzdálenosti 3 km lze najet na silnici I/7 v úseku Slaný - Louny.
- Železnice – Železniční trať ani stanice na území obce nejsou. Nejblíže obci je železniční stanice Klobuky v Čechách ve vzdálenosti 7 km ležící na trati 110 z Kralup nad Vltavou a Slaného do Loun.
- Veřejná doprava – Do obce zajížděla v červnu 2011 autobusová linka Slaný - Líský (6 spojů tam, 4 spoje zpět) (dopravce ČSAD Slaný, a.s.). O víkendu byla obec bez dopravní obsluhy. Od srpna 2019 dopravu v obci v pracovních dnech zajišťovala linka 589 Slaný - Hořešovice - Líský zapojená do PID, která od listopadu 2020 jezdí v úseku Kvílice - Hořešovice - Líský (1 školní spoj z Kvílic a zpět, 10 spojů z Hořešovic a zpět) a návazností na linku 389 Praha, Nádraží Veleslavín - Slaný - Hořešovice - Louny zajišťuje spojení do Slaného a Prahy (u 6 spojů z Hořešovic a 5 zpět je garantovaný přestup a 5 spojů tam i zpět mění číslo linky bez přestupu). (dopravce ČSAD Slaný, s.r.o. a ČSAD Česká Lípa, a.s.).

## Sport a volný čas
K využití volného času je zde sportovní areál SK Zichovec a tenisový kurt u hřiště. Pro rybáře je zde rybník a "rybářská bašta".Přes obec vede z Loun do Pozdně modrá turistická značka.